# Douzième district congressionnel de l'Ohio
Le 12e district congressionnel de l'Ohio est un district situé dans le centre de l'Ohio, couvrant le comté d'Athens, le comté de Coshocton, le comté de Fairfield, le comté de Guernsey, le comté de Knox, le comté de Licking, le comté de Morgan, le comté de Muskingum et le comté de Perry ainsi que des parties de Delaware, Holmes et Tuscarawas. Le district comprend les communautés à l'est de Columbus, notamment Zanesville, Cambridge et Mount Vernon. Il est actuellement représenté par le Républicain Troy Balderson. Il a pris ses fonctions à la suite d'une élection spéciale tenue le 7 août 2018 pour remplacer le Représentant Pat Tiberi, qui avait démissionné le 15 janvier 2018. Balderson a ensuite été réélu aux élections générales de 2018 deux mois plus tard,.
De 2003 à 2013, le district comprenait l'est de Columbus, y compris la plupart de ses quartiers fortement afro-américains. Il comprenait également la plupart de ses banlieues nord, dont Westerville. C'était l'un des deux districts qui divisaient la capitale de l'État, l'autre étant le 15e district. La plupart du temps, des années 1980 aux années 2000, il était considéré comme moins Républicain que le 15e, en partie à cause de sa forte population noire. Cependant, le redécoupage après le recensement de 2010 a attiré la quasi-totalité des électeurs noirs du 15e dans le 3e district, tandis que le 15e a été repoussé vers des zones plus périurbaines et républicaines au nord et à l'est de la capitale.
Il est aux mains des Républicains depuis 1920, à l'exception d'une période de huit ans dans les années 1930 et d'un mandat de deux ans en 1980 où le Parti Démocrate a occupé le siège ; dans les deux cas, le Représentant Démocrate sortant a ensuite été battu par un challenger du Parti Républicain. Lors de l'élection présidentielle de 2004, George W. Bush a remporté de justesse la circonscription contre John Kerry, 51 % contre 49 %. Cependant, lors de l'élection présidentielle de 2008, le candidat Démocrate Barack Obama a remporté la 12e circonscription avec une marge de 53 % contre 46 %. Après le cycle de redécoupage de 2011, le district a depuis été remporté avec des marges plus importantes par les candidats républicains à la présidentielle.
Lors des élections spéciales de 2018, Balderson a été soutenu par d'éminents républicains, notamment le président Donald Trump, le gouverneur de l'Ohio John Kasich (qui a représenté le 12e de 1983 à 2001) et l'ancien Représentant Tiberi. Le candidat Démocrate était Danny O'Connor. Le vainqueur n’était pas immédiatement clair après les élections étonnamment compétitives du 7 août. Ce n'est que le 24 août que Balderson a été officiellement déclaré vainqueur des élections spéciales, qui ont vu un écart peu significatif par rapport au Parti Républicain puisque Balderson a gagné avec une marge de moins de 1 %, tandis que son compatriote Républicain Trump avait emporté la circonscription de 11 % aux élections. Élection présidentielle de 2016. En 2020, le district est revenu fortement aux républicains alors que Balderson a gagné par plus de 14 %.

## Historique de vote
| Année | Poste     | Résultats              |
| ----- | --------- | ---------------------- |
| 2000  | Président | Bush 52,0 % - 46,0 %   |
| 2004  | Président | Bush 51,0 % - 49,0 %   |
| 2008  | Président | Obama 54,0 % - 45,0 %  |
| 2012  | Président | Romney 54,0 % - 44,0 % |
| 2016  | Président | Trump 53,0 % - 42,0 %  |
| 2020  | Président | Trump 52,0 % - 46,0 %  |

## Liste des Représentants du district
| Membre                          | Parti                 | Années                           | Congrès        | Histoire électorale |
| ------------------------------- | --------------------- | -------------------------------- | -------------- | --- |
| District établit le 4 mars 1823 |                       |                                  |                | |
| John Sloane (en)                | Républicain-Démocrate | 4 mars 1823 - 3 mars 1825        | 18e - 20e      | Redécoupage depuis le 6e district et réélu en 1822. Réélu en 1824. Réélu en 1826. Perd sa réélection.                                                                                          |
| John Sloane (en)                | Anti-Jacksonien       | 4 mars 1825 - 3 mars 1829        | 18e - 20e      | Redécoupage depuis le 6e district et réélu en 1822. Réélu en 1824. Réélu en 1826. Perd sa réélection.                                                                                          |
| John Thomson                    | Jacksonien (en)       | 4 mars 1829 - 3 mars 1833        | 21e , 22e      | Élu en 1828. Réélu en 1830. Redécoupage vers le 17e district. |
| Robert Mitchell (en)            | Jacksonien (en)       | 4 mars 1833 - 3 mars 1835        | 23e            | Élu en 1832. |
| Elias Howell (en)               | Anti-Jacksonien       | 4 mars 1835 - 3 mars 1837        | 24e            | Élu en 1834. |
| Alexander Harper (en)           | Whig                  | 4 mars 1837 - 3 mars 1839        | 25e            | Élu en 1836. |
| Jonathan Taylor (en)            | Démocrate             | 4 mars 1839 - 3 mars 1841        | 26e            | Élu en 1838. |
| Joshua Mathiot (en)             | Whig                  | 4 mars 1841 - 3 mars 1843        | 27e            | Élu en 1840. |
| Samuel Finley Vinton (en)       | Whig                  | 4 mars 1843 - 3 mars 1851        | 28e - 31e      | Élu en 1843. Réélu en 1844. Réélu en 1846. Réélu en 1848. |
| John Welch (en)                 | Whig                  | 4 mars 1851 - 3 mars 1853        | 32e            | Élu en 1850. |
| Edson B. Olds (en)              | Démocrate             | 4 mars 1853 - 3 mars 1855        | 33e            | Redécoupage depuis le 9e district et réélu en 1852. |
| Samuel Galloway (en)            | Opposition Party (en) | 4 mars 1855 - 3 mars 1857        | 34e            | Élu en 1854. |
| Samuel S. Cox (en)              | Démocrate             | 4 mars 1857 - 3 mars 1863        | 35e - 37e      | Élu en 1856. Réélu en 1858. Réélu en 1860. Redécoupage depuis le 7e district. |
| William E. Finck (en)           | Démocrate             | 4 mars 1863 - 3 mars 1867        | 38e , 39e      | Élu en 1862. Réélu en 1864. |
| Philadelph Van Trump (en)       | Démocrate             | 4 mars 1867 - 3 mars 1873        | 40e - 42e      | Élu en 1866. Réélu en 1868. Réélu en 1870. |
| Hugh J. Jewett (en)             | Démocrate             | 4 mars 1873 - 23 juin 1874       | 43e            | Élu en 1872. Démissionne pour devenir Président de l'Erie Railroad. |
| Vacant                          | Vacant                | 23 juin 1874 - 7 décembre 1874   | 43e            | |
| William E. Finck (en)           | Démocrate             | 7 décembre 1874 - 3 mars 1875    | 43e            | Élu pour terminer le mandat de Jewett. |
| Ansel T. Walling (en)           | Démocrate             | 4 mars 1875 - 3 mars 1877        | 44e            | Élu en 1874. |
| Thomas Ewing Jr.                | Démocrate             | 4 mars 1877 - 3 mars 1879        | 45e            | Élu en 1876. Redécoupage vers le 10e district. |
| Henry S. Neal (en)              | Républicain           | 4 mars 1879 - 3 mars 1881        | 46e            | Redécoupage depuis le 11e district et réélu en 1878. Redécoupage vers le 11e district. |
| George L. Converse (en)         | Démocrate             | 4 mars 1881 - 3 mars 1883        | 47e            | Redécoupage depuis le 9e district et réélu en 1880. Redécoupage vers le 13e |
| Alphonso Hart (en)              | Républicain           | 4 mars 1883 - 3 mars 1885        | 48e            | Élu en 1882. |
| Albert C. Thompson (en)         | Républicain           | 4 mars 1885 - 3 mars 1887        | 49e            | Élu en 1884. Redécoupage vers le 11e district. |
| Jacob J. Pugsley (en)           | Républicain           | 4 mars 1887 - 3 mars 1891        | 50e , 51e      | Élu en 1886. Réélu en 1888. |
| William H. Enochs (en)          | Républicain           | 4 mars 1891 - 3 mars 1893        | 52e            | Élu en 1890. Redécoupage vers le 10e district. |
| Joseph H. Outhwaite (en)        | Démocrate             | 4 mars 1893 - 3 mars 1895        | 53e            | Redécoupage depuis le 9e district et réélu en 1892. |
| David K. Watson (en)            | Républicain           | 4 mars 1895 - 3 mars 1897        | 54e            | Élu en 1894. |
| John J. Lentz (en)              | Démocrate             | 4 mars 1897 - 3 mars 1901        | 55e , 56e      | Élu en 1896. Réélu en 1898. |
| Emmett Tompkins (en)            | Républicain           | 4 mars 1901 - 3 mars 1903        | 57e            | Élu en 1900. |
| De Witt C. Badger (en)          | Démocrate             | 4 mars 1903 - 3 mars 1905        | 58e            | Élu en 1902. |
| Edward L. Taylor Jr. (en)       | Républicain           | 4 mars 1905 - 3 mars 1913        | 59e - 62e      | Élu en 1904. Réélu en 1906. Réélu en 1908. Réélu en 1910. |
| Clement L. Brumbaugh (en)       | Démocrate             | 4 mars 1913 - 3 mars 1921        | 63e - 66e      | Élu en 1912. Réélu en 1914. Réélu en 1916. Réélu en 1918. Retrait. |
| John C. Speaks (en)             | Républicain           | 4 mars 1921 - 3 mars 1931        | 67e - 71e      | Élu en 1920. Réélu en 1922. Réélu en 1924. Réélu en 1926. Réélu en 1928. Perd sa réélection.                                                                                                   |
| Arthur P. Lamneck (en)          | Démocrate             | 4 mars 1931 - 3 janvier 1939     | 72e - 75e      | Élu en 1930. Réélu en 1932. Réélu en 1934. Réélu en 1936. Perd sa réélection. |
| John M. Vorys (en)              | Républicain           | 3 janvier 1939 - 3 janvier 1959  | 76e - 85e      | Élu en 1938. Réélu en 1940. Réélu en 1942. Réélu en 1944. Réélu en 1946. Réélu en 1948. Réélu en 1950. Réélu en 1952. Réélu en 1954. Réélu en 1956. Retrait.                                   |
| Samuel L. Devine (en)           | Républicain           | 3 janvier 1959 - 3 janvier 1981  | 86e - 96e      | Élu en 1958. Réélu en 1960. Réélu en 1962. Réélu en 1964. Réélu en 1966. Réélu en 1968. Réélu en 1970. Réélu en 1972. Réélu en 1974. Réélu en 1976. Réélu en 1978. Perd sa réélection.         |
| Bob Shamansky (en)              | Démocrate             | 3 janvier 1981 - 3 janvier 1983  | 97e            | Élu en 1980. Perd sa réélection. |
| John Kasich                     | Républicain           | 3 janvier 1983 - 3 janvier 2001  | 98e - 106e     | Élu en 1982. Réélu en 1984. Réélu en 1986. Réélu en 1988. Réélu en 1990. Réélu en 1992. Réélu en 1994. Réélu en 1996. Réélu en 1998. Retrait pour se présenter comme Président des États-Unis. |
| Pat Tiberi                      | Républicain           | 3 janvier 2001 - 15 janvier 2018 | 107e - 115e    | Élu en 2000. Réélu en 2002. Réélu en 2004. Réélu en 2006. Réélu en 2008. Réélu en 2010. Réélu en 2012. Réélu en 2014. Réélu en 2016. Démissionne pour diriger la Ohio Business Roundtable.     |
| Vacant                          | Vacant                | 15 janvier 2018 - 7 août 2018    | 115e           | |
| Troy Balderson                  | Républicain           | 7 août 2018 - Présent            | 115e - Présent | Élu pour terminer le mandat de Tiberi. Réélu en 2018. Réélu en 2020. Réélu en 2022. Réélu en 2024.                                                                                             |

## Résultats des récentes élections
Voici les résultats des dix précédents cycles électoraux dans le district.

## Frontières historiques du district

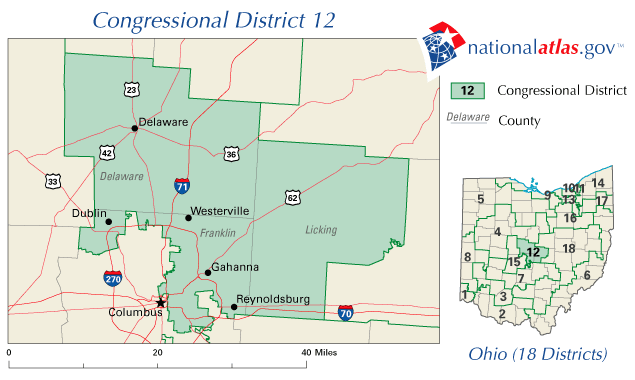
2003 - 2013

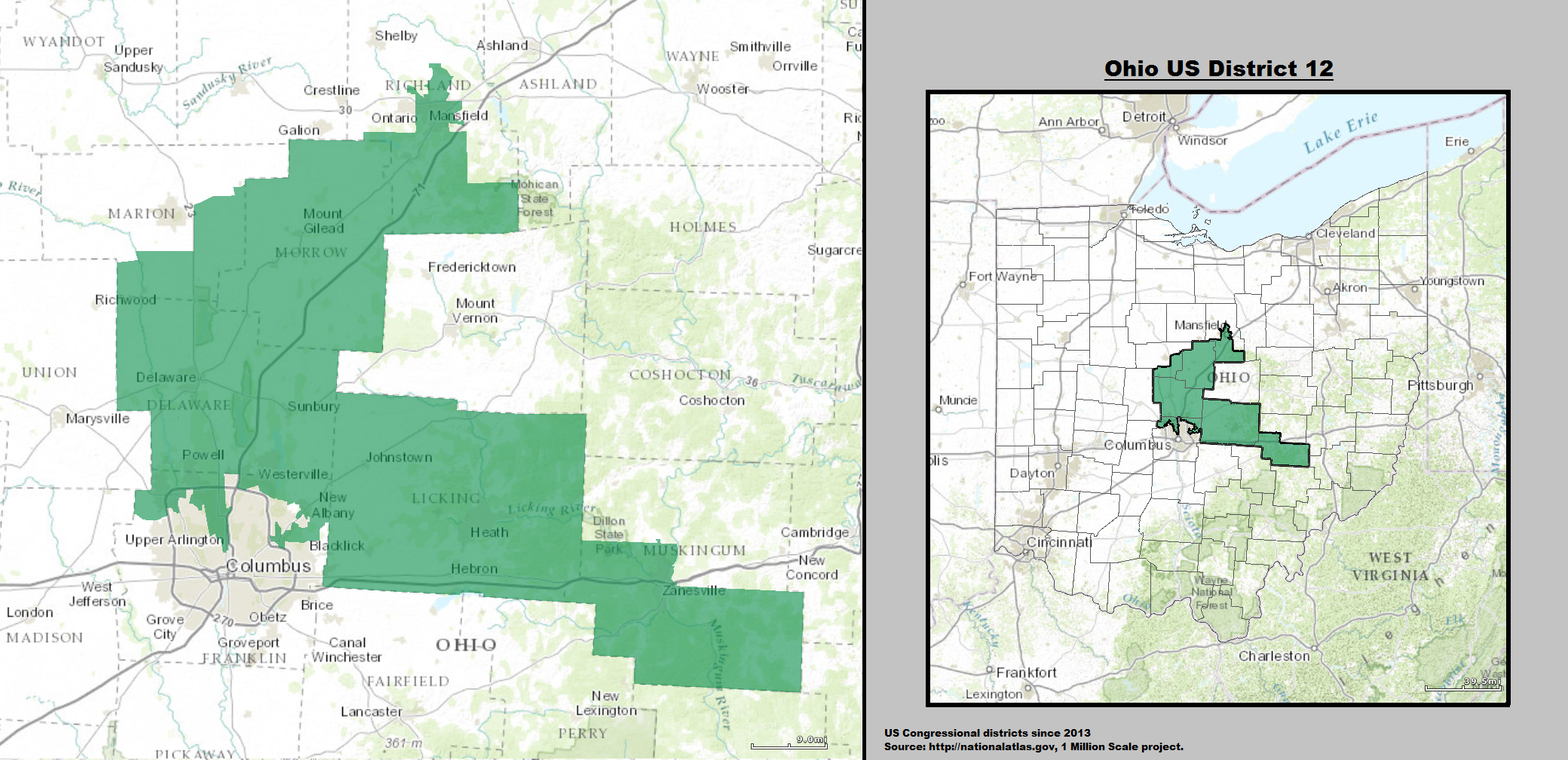
2013 - 2023

### 2004
| Élection de 2004 du 12e district congressionnel de l'Ohio | Élection de 2004 du 12e district congressionnel de l'Ohio | Élection de 2004 du 12e district congressionnel de l'Ohio | Élection de 2004 du 12e district congressionnel de l'Ohio | Élection de 2004 du 12e district congressionnel de l'Ohio |
| --------------------------------------------------------- | --------------------------------------------------------- | --------------------------------------------------------- | --------------------------------------------------------- | --------------------------------------------------------- |
| Parti                                                     | Parti                                                     | Candidat                                                  | Votes                                                     | %                                                         |
|                                                           | Républicain                                               | Pat Tiberi (sortant)                                      | 198 912                                                   | 62,0                                                      |
|                                                           | Démocrate                                                 | Edward Brown                                              | 122 109                                                   | 38,0                                                      |
|                                                           | Indépendant                                               | Chuck Spingola                                            | 25                                                        | 0,0                                                       |
| Total des votes                                           | Total des votes                                           | Total des votes                                           | 321 046                                                   | 100 %                                                     |
|                                                           | Les Républicains conservent                               |                                                           |                                                           |                                                           |

### 2006
| Élection de 2006 du 12e district congressionnel de l'Ohio | Élection de 2006 du 12e district congressionnel de l'Ohio | Élection de 2006 du 12e district congressionnel de l'Ohio | Élection de 2006 du 12e district congressionnel de l'Ohio | Élection de 2006 du 12e district congressionnel de l'Ohio |
| --------------------------------------------------------- | --------------------------------------------------------- | --------------------------------------------------------- | --------------------------------------------------------- | --------------------------------------------------------- |
| Parti                                                     | Parti                                                     | Candidat                                                  | Votes                                                     | %                                                         |
|                                                           | Républicain                                               | Pat Tiberi (sortant)                                      | 145 943                                                   | 57,3                                                      |
|                                                           | Démocrate                                                 | Bob Shamansky                                             | 108 746                                                   | 42,7                                                      |
| Total des votes                                           | Total des votes                                           | Total des votes                                           | 254 689                                                   | 100 %                                                     |
|                                                           | Les Républicains conservent                               |                                                           |                                                           |                                                           |

### 2008
| Élection de 2008 du 12e district congressionnel de l'Ohio | Élection de 2008 du 12e district congressionnel de l'Ohio | Élection de 2008 du 12e district congressionnel de l'Ohio | Élection de 2008 du 12e district congressionnel de l'Ohio | Élection de 2008 du 12e district congressionnel de l'Ohio |
| --------------------------------------------------------- | --------------------------------------------------------- | --------------------------------------------------------- | --------------------------------------------------------- | --------------------------------------------------------- |
| Parti                                                     | Parti                                                     | Candidat                                                  | Votes                                                     | %                                                         |
|                                                           | Républicain                                               | Pat Tiberi (sortant)                                      | 197 447                                                   | 54,8                                                      |
|                                                           | Démocrate                                                 | David Robinson                                            | 152 234                                                   | 42,2                                                      |
|                                                           | Libertarien                                               | Steven Linnaberry                                         | 10 707                                                    | 3,0                                                       |
| Total des votes                                           | Total des votes                                           | Total des votes                                           | 360 388                                                   | 100 %                                                     |
|                                                           | Les Républicains conservent                               |                                                           |                                                           |                                                           |

### 2010
| Élection de 2010 du 12e district congressionnel de l'Ohio | Élection de 2010 du 12e district congressionnel de l'Ohio | Élection de 2010 du 12e district congressionnel de l'Ohio | Élection de 2010 du 12e district congressionnel de l'Ohio | Élection de 2010 du 12e district congressionnel de l'Ohio |
| --------------------------------------------------------- | --------------------------------------------------------- | --------------------------------------------------------- | --------------------------------------------------------- | --------------------------------------------------------- |
| Parti                                                     | Parti                                                     | Candidat                                                  | Votes                                                     | %                                                         |
|                                                           | Républicain                                               | Pat Tiberi (sortant)                                      | 150 163                                                   | 55,8                                                      |
|                                                           | Démocrate                                                 | Paula Brooks                                              | 110 307                                                   | 41,0                                                      |
|                                                           | Libertarien                                               | Travis M. Irvine                                          | 8 710                                                     | 3,2                                                       |
| Total des votes                                           | Total des votes                                           | Total des votes                                           | 269 180                                                   | 100 %                                                     |
|                                                           | Les Républicains conservent                               |                                                           |                                                           |                                                           |

### 2012
| Élection de 2012 du 12e district congressionnel de l'Ohio | Élection de 2012 du 12e district congressionnel de l'Ohio | Élection de 2012 du 12e district congressionnel de l'Ohio | Élection de 2012 du 12e district congressionnel de l'Ohio | Élection de 2012 du 12e district congressionnel de l'Ohio |
| --------------------------------------------------------- | --------------------------------------------------------- | --------------------------------------------------------- | --------------------------------------------------------- | --------------------------------------------------------- |
| Parti                                                     | Parti                                                     | Candidat                                                  | Votes                                                     | %                                                         |
|                                                           | Républicain                                               | Pat Tiberi (sortant)                                      | 233 869                                                   | 63,5                                                      |
|                                                           | Démocrate                                                 | James Reese                                               | 134 605                                                   | 36,5                                                      |
| Total des votes                                           | Total des votes                                           | Total des votes                                           | 368 474                                                   | 100 %                                                     |
|                                                           | Les Républicains conservent                               |                                                           |                                                           |                                                           |

### 2014
| Élection de 2012 du 12e district congressionnel de l'Ohio | Élection de 2012 du 12e district congressionnel de l'Ohio | Élection de 2012 du 12e district congressionnel de l'Ohio | Élection de 2012 du 12e district congressionnel de l'Ohio | Élection de 2012 du 12e district congressionnel de l'Ohio |
| --------------------------------------------------------- | --------------------------------------------------------- | --------------------------------------------------------- | --------------------------------------------------------- | --------------------------------------------------------- |
| Parti                                                     | Parti                                                     | Candidat                                                  | Votes                                                     | %                                                         |
|                                                           | Républicain                                               | Pat Tiberi (sortant)                                      | 150 573                                                   | 68,1                                                      |
|                                                           | Démocrate                                                 | David Tibbs                                               | 61 360                                                    | 27,8                                                      |
|                                                           | Vert                                                      | Bob Hart                                                  | 9 148                                                     | 4,1                                                       |
| Total des votes                                           | Total des votes                                           | Total des votes                                           | 221 081                                                   | 100 %                                                     |
|                                                           | Les Républicains conservent                               |                                                           |                                                           |                                                           |

### 2016
| Élection de 2016 du 12e district congressionnel de l'Ohio | Élection de 2016 du 12e district congressionnel de l'Ohio | Élection de 2016 du 12e district congressionnel de l'Ohio | Élection de 2016 du 12e district congressionnel de l'Ohio | Élection de 2016 du 12e district congressionnel de l'Ohio |
| --------------------------------------------------------- | --------------------------------------------------------- | --------------------------------------------------------- | --------------------------------------------------------- | --------------------------------------------------------- |
| Parti                                                     | Parti                                                     | Candidat                                                  | Votes                                                     | %                                                         |
|                                                           | Républicain                                               | Pat Tiberi (sortant)                                      | 251 266                                                   | 66,6                                                      |
|                                                           | Démocrate                                                 | Ed Albertson                                              | 112 638                                                   | 29,8                                                      |
|                                                           | Vert                                                      | Joe Manchik                                               | 13 474                                                    | 3,6                                                       |
|                                                           | Write-In                                                  | Write-In                                                  | 156                                                       | 0,0                                                       |
| Total des votes                                           | Total des votes                                           | Total des votes                                           | 377 534                                                   | 100 %                                                     |
|                                                           | Les Républicains conservent                               |                                                           |                                                           |                                                           |

### 2018 (Spéciale)
| Élection Spéciale de 2018 du 12e district congressionnel de l'Ohio | Élection Spéciale de 2018 du 12e district congressionnel de l'Ohio | Élection Spéciale de 2018 du 12e district congressionnel de l'Ohio | Élection Spéciale de 2018 du 12e district congressionnel de l'Ohio | Élection Spéciale de 2018 du 12e district congressionnel de l'Ohio |
| ------------------------------------------------------------------ | ------------------------------------------------------------------ | ------------------------------------------------------------------ | ------------------------------------------------------------------ | ------------------------------------------------------------------ |
| Parti                                                              | Parti                                                              | Candidat                                                           | Votes                                                              | %                                                                  |
|                                                                    | Républicain                                                        | Troy Balderson                                                     | 104 328                                                            | 50,1                                                               |
|                                                                    | Démocrate                                                          | Danny O'Connor                                                     | 102 648                                                            | 49,3                                                               |
|                                                                    | Vert                                                               | Joe Manchik                                                        | 1 165                                                              | 0,6                                                                |
| Total des votes                                                    | Total des votes                                                    | Total des votes                                                    | 208 141                                                            | 100 %                                                              |
|                                                                    | Les Républicains conservent                                        |                                                                    |                                                                    |                                                                    |

### 2018 (Régulière)
| Élection de 2018 du 12e district congressionnel de l'Ohio | Élection de 2018 du 12e district congressionnel de l'Ohio | Élection de 2018 du 12e district congressionnel de l'Ohio | Élection de 2018 du 12e district congressionnel de l'Ohio | Élection de 2018 du 12e district congressionnel de l'Ohio |
| --------------------------------------------------------- | --------------------------------------------------------- | --------------------------------------------------------- | --------------------------------------------------------- | --------------------------------------------------------- |
| Parti                                                     | Parti                                                     | Candidat                                                  | Votes                                                     | %                                                         |
|                                                           | Républicain                                               | Troy Balderson (sortant)                                  | 175 677                                                   | 51,4                                                      |
|                                                           | Démocrate                                                 | Danny O'Connor                                            | 161 251                                                   | 47,2                                                      |
|                                                           | Vert                                                      | Joe Manchik                                               | 4 718                                                     | 1,4                                                       |
|                                                           | Write-In                                                  | Write-In                                                  | 1                                                         | 0,0                                                       |
| Total des votes                                           | Total des votes                                           | Total des votes                                           | 341 647                                                   | 100 %                                                     |
|                                                           | Les Républicains conservent                               |                                                           |                                                           |                                                           |

### 2020
| Élection de 2020 du 12e district congressionnel de l'Ohio | Élection de 2020 du 12e district congressionnel de l'Ohio | Élection de 2020 du 12e district congressionnel de l'Ohio | Élection de 2020 du 12e district congressionnel de l'Ohio | Élection de 2020 du 12e district congressionnel de l'Ohio |
| --------------------------------------------------------- | --------------------------------------------------------- | --------------------------------------------------------- | --------------------------------------------------------- | --------------------------------------------------------- |
| Parti                                                     | Parti                                                     | Candidat                                                  | Votes                                                     | %                                                         |
|                                                           | Républicain                                               | Troy Balderson (sortant)                                  | 241 790                                                   | 55,2                                                      |
|                                                           | Démocrate                                                 | Alaina Shearer                                            | 182 847                                                   | 41,8                                                      |
|                                                           | Libertarien                                               | John Stewart                                              | 13 035                                                    | 3,0                                                       |
| Total des votes                                           | Total des votes                                           | Total des votes                                           | 437 672                                                   | 100 %                                                     |
|                                                           | Les Républicains conservent                               |                                                           |                                                           |                                                           |

### 2022
| Primaire Républicaine de 2022 du 12e district congressionnel de l'Ohio | Primaire Républicaine de 2022 du 12e district congressionnel de l'Ohio | Primaire Républicaine de 2022 du 12e district congressionnel de l'Ohio | Primaire Républicaine de 2022 du 12e district congressionnel de l'Ohio | Primaire Républicaine de 2022 du 12e district congressionnel de l'Ohio |
| ---------------------------------------------------------------------- | ---------------------------------------------------------------------- | ---------------------------------------------------------------------- | ---------------------------------------------------------------------- | ---------------------------------------------------------------------- |
| Parti                                                                  | Parti                                                                  | Candidat                                                               | Votes                                                                  | %                                                                      |
|                                                                        | Républicain                                                            | Troy Balderson (sortant)                                               | 66 181                                                                 | 82,3                                                                   |
|                                                                        | Républicain                                                            | Brandon Lape                                                           | 14 196                                                                 | 17,7                                                                   |

| Primaire Démocrate de 2022 du 12e district congressionnel de l'Ohio | Primaire Démocrate de 2022 du 12e district congressionnel de l'Ohio | Primaire Démocrate de 2022 du 12e district congressionnel de l'Ohio | Primaire Démocrate de 2022 du 12e district congressionnel de l'Ohio | Primaire Démocrate de 2022 du 12e district congressionnel de l'Ohio |
| ------------------------------------------------------------------- | ------------------------------------------------------------------- | ------------------------------------------------------------------- | ------------------------------------------------------------------- | ------------------------------------------------------------------- |
| Parti                                                               | Parti                                                               | Candidat                                                            | Votes                                                               | %                                                                   |
|                                                                     | Démocrate                                                           | Amy Rippel-Elton                                                    | 12 712                                                              | 56,7                                                                |
|                                                                     | Démocrate                                                           | Michael Fletcher                                                    | 9 717                                                               | 43,3                                                                |

| Élection de 2022 du 12e district congressionnel de l'Ohio | Élection de 2022 du 12e district congressionnel de l'Ohio | Élection de 2022 du 12e district congressionnel de l'Ohio | Élection de 2022 du 12e district congressionnel de l'Ohio | Élection de 2022 du 12e district congressionnel de l'Ohio |
| --------------------------------------------------------- | --------------------------------------------------------- | --------------------------------------------------------- | --------------------------------------------------------- | --------------------------------------------------------- |
| Parti                                                     | Parti                                                     | Candidat                                                  | Votes                                                     | %                                                         |
|                                                           | Républicain                                               | Troy Balderson (sortant)                                  | 191 344                                                   | 69,3                                                      |
|                                                           | Démocrate                                                 | Amy Rippel-Elton                                          | 84 893                                                    | 30,7                                                      |
| Total des votes                                           | Total des votes                                           | Total des votes                                           | 276 237                                                   | 100 %                                                     |
|                                                           | Les Républicains conservent                               |                                                           |                                                           |                                                           |

### 2024
| Primaire Républicaine de 2024 du 12e district congressionnel de l'Ohio | Primaire Républicaine de 2024 du 12e district congressionnel de l'Ohio | Primaire Républicaine de 2024 du 12e district congressionnel de l'Ohio | Primaire Républicaine de 2024 du 12e district congressionnel de l'Ohio | Primaire Républicaine de 2024 du 12e district congressionnel de l'Ohio |
| ---------------------------------------------------------------------- | ---------------------------------------------------------------------- | ---------------------------------------------------------------------- | ---------------------------------------------------------------------- | ---------------------------------------------------------------------- |
| Parti                                                                  | Parti                                                                  | Candidat                                                               | Votes                                                                  | %                                                                      |
|                                                                        | Républicain                                                            | Troy Balderson (sortant)                                               | 81 263                                                                 | 100 %                                                                  |

| Primaire Démocrate de 2024 du 12e district congressionnel de l'Ohio | Primaire Démocrate de 2024 du 12e district congressionnel de l'Ohio | Primaire Démocrate de 2024 du 12e district congressionnel de l'Ohio | Primaire Démocrate de 2024 du 12e district congressionnel de l'Ohio | Primaire Démocrate de 2024 du 12e district congressionnel de l'Ohio |
| ------------------------------------------------------------------- | ------------------------------------------------------------------- | ------------------------------------------------------------------- | ------------------------------------------------------------------- | ------------------------------------------------------------------- |
| Parti                                                               | Parti                                                               | Candidat                                                            | Votes                                                               | %                                                                   |
|                                                                     | Démocrate                                                           | Jerrad Christian                                                    | 22 809                                                              | 100 %                                                               |

| Élection de 2024 du 12e district congressionnel de l'Ohio | Élection de 2024 du 12e district congressionnel de l'Ohio | Élection de 2024 du 12e district congressionnel de l'Ohio | Élection de 2024 du 12e district congressionnel de l'Ohio | Élection de 2024 du 12e district congressionnel de l'Ohio |
| --------------------------------------------------------- | --------------------------------------------------------- | --------------------------------------------------------- | --------------------------------------------------------- | --------------------------------------------------------- |
| Parti                                                     | Parti                                                     | Candidat                                                  | Votes                                                     | %                                                         |
|                                                           | Républicain                                               | Troy Balderson (sortant)                                  | 260 450                                                   | 68,51                                                     |
|                                                           | Démocrate                                                 | Jerrad Christian                                          | 119 738                                                   | 31,49                                                     |
| Total des votes                                           | Total des votes                                           | Total des votes                                           | 380 188                                                   | 100 %                                                     |
|                                                           | Les Républicains conservent                               |                                                           |                                                           |                                                           |